# Smith & Wesson Model 39
Die Smith & Wesson Model 39 ist eine halbautomatische Handfeuerwaffe, die für die amerikanischen Streitkräfte entwickelt wurde.

## Geschichte
Die Smith & Wesson Model 39 wurde nach dem Zweiten Weltkrieg als Antwort auf die deutsche Walther P38 in den Vereinigten Staaten entwickelt. Die militärische Führung suchte nach einem Äquivalent zur P38 und beauftragte Smith & Wesson im Jahr 1949 mit der Entwicklung der ersten amerikanischen Double Action Pistole. Als Munition sollte das starke 9×19 Parabellum-Kaliber dienen. Die Markteinführung des Models 39 fand im Jahr 1955 statt. Kurze Zeit später erschien das Model 39-2 mit einigen Verbesserungen, u. a. einem kürzeren Hülsen-Auszieher. Zur großen Verbreitung der Waffe in den Vereinigten Staaten kam es nie, da das Kaliber 9 mm noch nicht populär war. So wurde diese Waffe bei einigen Marine-Einheiten in Vietnam eingesetzt und die erste Behörde, die dieses Kaliber einsetzte, war die Illinois State Police im Jahr 1968. Im Jahr 1970 führte Smith and Wesson das Model 59 ein, das auf dem Model 39 basiert, aber schon ein Magazin mit 14 Patronen aufnehmen konnte. Beide Modelle wurden bis in die frühen 1980er Jahre produziert.

## Aufbau
Die Smith & Wesson Model 39-2 ist ein Rückstoßlader mit kurz zurückgleitendem Lauf. Das Griffstück ist aus Aluminium gefertigt, der Verschluss ist aus Stahl. Die dekorativen Griffschalen sind aus Nussbaumholz und werden jeweils mit einer Smith & Wesson-Medaille verziert. An der Verbindungsstelle von Abzugsschutzbügel und Griffstück befindet sich der Druckknopf des Magazinhalters. Das Magazin ist dem der P38 stark nachempfunden, die Smith & Wesson-Ingenieure spendierten lediglich eine kleine Aussparung auf der rechten Seite für den Magazinhalter. Direkt über dem Abzug befindet sich der Verschlussfanghebel, der den Verschluss in der hinteren Position arretiert, sobald die letzte Patrone verschossen ist. Das Visier ist seitlich justierbar, allerdings nicht in der Höhe. Unterhalb des Visiers befindet sich der Sicherungshebel, der in der unteren Position die Waffe sichert, und nach oben geschwenkt die Waffe scharf macht. Allerdings hat Smith & Wesson keine rote Markierung für die entsicherte Position angebracht. Zum Zerlegen der Pistole wird der Verschluss ein wenig zurückgezogen und in dieser Position wird der Verschlussfanghebel nach links herausgeschoben. Nun kann der Verschluss komplett herausgeschoben und entnommen werden.